# Cleveland (hrabstwo Chippewa)
Cleveland – miasto w Stanach Zjednoczonych, w stanie Wisconsin, w hrabstwie Chippewa.